# Stig Nyström
Stig Robert Nyström (ur. 25 listopada 1919 w Stora Tuna, zm. 31 lipca 1983 w Borlänge) – szwedzki piłkarz występujący na pozycji napastnika, reprezentant Szwecji w latach 1939–1947, złoty medalista olimpijski.

## Kariera klubowa
Grę w piłkę nożną rozpoczął w wieku 15 lat w szkółce klubu IK Brage z Borlänge w środkowej Szwecji. W 1938 roku został przez sztab szkoleniowy włączony do składu zespołu seniorów, rywalizującego w Allsvenskan. W sezonie 1940/41 zdobył z 17 bramkami tytuł króla strzelców szwedzkiej ekstraklasy i jednocześnie spadł ze swoim klubem do Division 2. W sezonie 1941/42 w barwach IK Brage wygrał grupę północną Division 2. W barażu o awans do Allsvenskan jego zespół został wyeliminowany przez IFK Eskilstuna (0:3, 4:1 i 0:2). Latem 1942 roku został zawodnikiem Djurgårdens IF (Division 2). W klubie tym spędził 9 kolejnych sezonów, w tym łącznie 5 na poziomie Allsvenskan. W sezonie 1950/51 zakończył karierę zawodniczą.

## Kariera reprezentacyjna
11 czerwca 1939 Nyström zadebiutował w reprezentacji Szwecji w wygranym 7:0 meczu towarzyskim z Litwą, w którym zdobył bramkę. W 1948 roku został powołany przez Rudolfa Kocka i George’a Raynora na Igrzyska Olimpijskie w Londynie. Szwecja zdobyła na turnieju złoty medal, a on sam nie zagrał w żadnym spotkaniu. Ogółem w latach 1939–1947 zanotował w zespole narodowym 11 występów (10 zwycięstw i 1 remis), w których strzelił 5 goli.
Bramki w reprezentacji
| Lp. | Data                | Miejsce                | Przeciwnik | Bramka | Rezultat | Ranga meczu                     |
| --- | ------------------- | ---------------------- | ---------- | ------ | -------- | ------------------------------- |
| 1.  | 11 czerwca 1939     | Tingvalla IP, Karlstad | Litwa      | 4:0    | 7:0      | Mecz towarzyski                 |
| 2.  | 1 października 1939 | Råsundastadion, Solna  | Dania      | 3:1    | 4:1      | Mistrzostwa Nordyckie 1937–1947 |
| 3.  | 7 lipca 1946        | Råsundastadion, Solna  | Szwajcaria | 2:1    | 7:2      | Mecz towarzyski                 |
| 4.  | 26 czerwca 1947     | Råsundastadion, Solna  | Dania      | 5:0    | 6:1      | Mecz towarzyski                 |
| 5.  | 14 września 1947    | Råsundastadion, Solna  | Polska     | 2:1    | 5:4      | Mecz towarzyski                 |

## Sukcesy
- król strzelców Allsvenskan: 1940/41 (17 goli)